# 居伦运动
居伦运动（Gülen hareketi），也翻作居连運動、葛蘭運動，是土耳其的一个伊斯兰教政治運動，在中東與伊斯兰國家有500萬以上追隨者，主要大本營在土耳其，由前伊瑪目法圖拉·居連發起，居倫運動目前在土耳其和巴基斯坦政府、伊斯蘭合作組織、海灣阿拉伯國家合作委員會中被宣告為恐怖組織和叛亂組織「法圖拉派恐怖組織」（Fetullahçı Terör Örgütü、FETÖ），土耳其现政府定調其配合美國發動了未遂的2016年土耳其政變。至今大規模的解僱和抓捕已經展開，土耳其軍公教部門和大型企業集團中有數萬人被以居倫同情者或參與者名義解雇，案情嚴重者被抓捕判刑，居倫本人於1999年流亡美國，並已於2024年10月在居住地去世，美國從未同意土國引渡交人的要求。

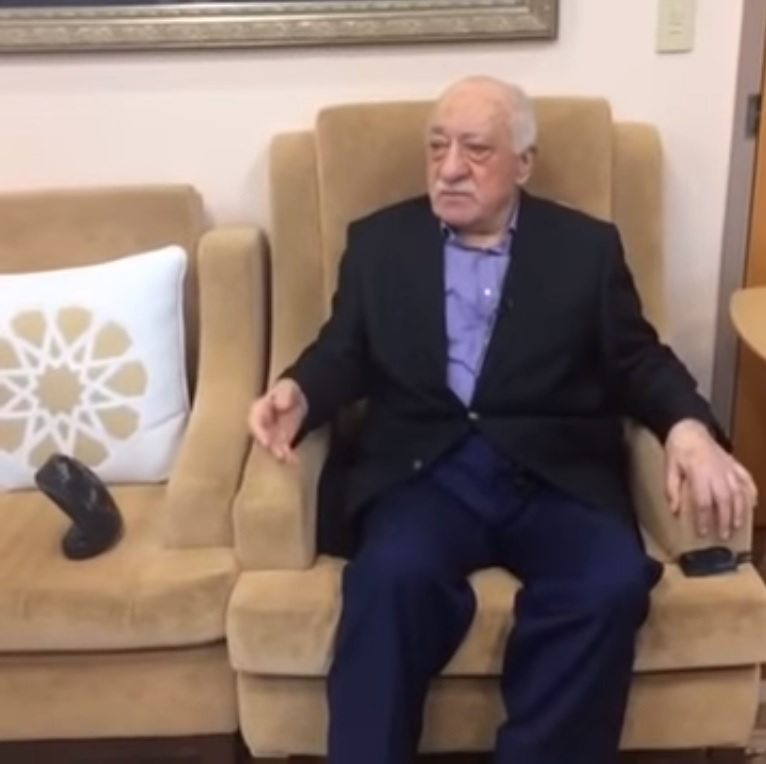
2016年的居倫

## 概要
居倫早期年輕時思想受到了其導師赛义德·努尔西影響，成為日後發想居倫運動的起始點，居连認為伊斯兰教世界的衰落根源在於不懂得現代市場經濟和金融的操作，使得經濟上居於弱勢連帶所有軍事和科技、宣傳上都居弱勢，必須引進效法西方基督教國家的市場經濟操作概念，這些金融學問技術是中性的，好比蒸汽機或電燈的發明物，並沒有宗教性抵抗的必要。
而開放自由市場和現代金融後不可避免的是現有優勢的西方財團會進入國內，而強者越強掠取優勢地位，從而多數領域會落入外國財團控制，為了抵制此一效應所以解決方案就是普遍而廉價的教育。在穆斯林世界廣設廉價學校讓多數窮人能上學學習現代社會原理和科技，尤其是經濟和金融相關學問，同時加速扶植本土大型財團，這樣開放市場同時穆斯林並非手無寸鐵的面對西方公司，而是能與之競爭同時獲勝。這套思路也成為整個居倫運動的實踐面核心思維，其廣設私人學校和扶貧的作為使居倫運動在土耳其還用一中性名詞 「志願服務運動」 (Hizmet Movement)此一名詞較少宗教和政治聯想，助其快速擴展蔓延。
隨著居倫運動的發展壯大，其追隨者們開始在土耳其國家政府中任職，警察、秘密機構、司法官以及執政黨中佔據要職，也有人稱為國中之國現象，這些人究竟效忠國家元首的命令還是居倫的命令，成為一個社會隱藏性話題，若有一天兩者命令相反，這些軍公教將聽從誰的命令。1980年土耳其發生軍事政變後，當政的一些將軍懷疑居倫試圖推翻政府。居倫在逃6年後被拘捕，他後來被釋放但卻在2000年最終被控罪，從此長居美國。
因此現總統埃爾多安在其政治生涯中一度支持並結盟居倫，利用此一勢力攀上高位，因為兩者意識形態其實大致相同，然而後期也意識到國中之國現象的隱形權力問題逐漸轉為謹慎拉遠距離態度，之後甚至反目成仇開始爭鬥，一些居倫派人士被肅清倒台，然而居倫派也有所反擊，動用其司法官中的信徒捏造證據入罪一些埃爾多安派，同時查緝其同盟金主的企業，雖然沒有明確證據表明這是居倫本人下令，也有可能是信徒們自發性的反撲，但不可否認一場政爭已經在土國社會啟動。甚至埃爾多安堅信居倫和以色列形成一個勾結的軸心，目的是想把他趕下台。
英國BBC電視台調查發現其實居倫運動的最終目的，連許多參與者和當地社會民眾都並不是很清楚，其一直回絕組織政黨的意見，也並非另一個教派而是堅持傳頌伊斯兰教遜尼派經典。一種單純廣設學校看似做善事的組織，擁有龐大影響力和培育出的高知識份子在各處任職，領導人又長期滞留美國不返，也許是長期引發眾人猜忌的因素之一。

## 被宣告為恐怖組織
伊拉克和敘利亞內戰後戰情發展到遜尼派反叛軍開始意圖推翻敘國的阿拉維派總統，遜尼的土耳其政府配合美國一起支持這些叛亂軍，然而不料叛軍其中ISIS組織的出現讓兩者分歧，美國認為IS過於兇殘濫殺不符合這場戰爭的西方正義宣傳，但土耳其埃爾多安採取姑息態度，認為畢竟IS是遜尼派怎樣也比什葉派要好，必須先支持他們推翻政府再清算後續，兩者矛盾擴大背景下發生未遂的2016年土耳其政變，埃爾多安從此坐實了居倫运动的國中之國一直意圖找機會造反的事實，並認為此次事件是美國和以色列策畫（美國至今否認），開始大量清洗政府中居倫信徒，幾乎三分之一的軍隊高級將領被指控後拔除。
居倫運動目前在土耳其和巴基斯坦政府、伊斯蘭合作組織、海灣阿拉伯國家合作委員會中被宣告為恐怖組織和叛亂組織。